# Jošanica (Andrijevica)
Pour les articles homonymes, voir Jošanica.
Jošanica (en serbe cyrillique : Јошаница) est un village du nord-est du Monténégro, dans la municipalité d'Andrijevica.

## Démographie

### Évolution historique de la population
| 1948 | 1953 | 1961 | 1971 | 1981 | 1991 | 2003 |
| ---- | ---- | ---- | ---- | ---- | ---- | ---- |
| 435  | 513  | 506  | 433  | 333  | 219  | 162  |